# Edi Andradina
Edi Carlo Dias Marçal, znany jako Edi Andradina (ur. 13 września 1974 w Andradinie) – brazylijski piłkarz, który występował na pozycji pomocnika, trener.

## Kariera klubowa
Jako sześciolatek zaczął trenować w szkółce piłkarskiej w rodzinnym mieście. Osiem lat później wypatrzyli go skauci z klubu Sociedade Esportiva Matsubara. Po dwóch latach jego ojciec podpisał za niego pierwszy profesjonalny kontrakt z tym klubem. To właśnie wtedy Edi otrzymał przydomek Andradina pochodzący od jego miejsca urodzenia, nadany mu przez tamtejszego trenera juniorów.
W 1998 roku trafił do Arsienału Tuła. Zadebiutował w nim 29 marca w meczu z Nieftiechimikiem Niżniekamsk, w którym w 89 minucie strzelił gola z rzutu karnego, zapewniając swojemu zespołowi zwycięstwo 2:1. W sezonie 1998 zdobył 27 bramek i został królem strzelców drugiej ligi rosyjskiej. W kolejnych rozgrywkach ponownie dysponował wysoką skutecznością – z 18 golami na koncie zajął trzecie miejsce w klasyfikacji najlepszych strzelców. W latach 2000–2003 (z krótką przerwą w 2001, kiedy to występował w Gamie) był graczem klubów japońskich, m.in. Gamby Osaka i Oity Trinita, z którą w 2002 roku awansował do J-League.
W latach 2004–2005 był zawodnikiem klubów brazylijskich, m.in. Santo André.  W jednym z późniejszych wywiadów przyznał, że ciężko było mu ponownie przyzwyczaić się do brazylijskiego stylu życia. Przed rozpoczęciem rudny wiosennej sezonu 2004/2005 został piłkarzem Pogoni Szczecin. W I lidze zadebiutował 11 marca w meczu z Legią Warszawa, natomiast pierwszego gola strzelił 7 maja w wygranym 2:0 spotkaniu z Wisłą Płock. W kolejnych rozgrywkach był podstawowym zawodnikiem Pogoni, jej najlepszym strzelcem oraz liderem. W czerwcu 2006 roku jego kontrakt został rozwiązany, lecz już w następnym miesiącu Andradina ponownie został graczem szczecińskiego klubu. W sezonie 2006/2007 znów stanowił o sile ofensywnej Pogoni, a jego dobra postawa spowodowała, iż w grudniu 2006 roku został wybrany przez tygodnik „Piłka Nożna” do „jedenastki obcokrajowców Orange Ekstraklasy”.
4 czerwca 2007 roku Andradina podpisał dwuletni kontrakt z Koroną Kielce. Wcześniej zainteresowanie jego pozyskaniem wyrażał GKS Bełchatów. W kieleckim klubie zadebiutował 28 lipca w spotkaniu z GKS-em Bełchatów, natomiast pierwszego gola strzelił 3 sierpnia w meczu z Lechem Poznań, przyczyniając się do zwycięstwa 1:0. W latach 2007–2011 był podstawowym zawodnikiem i czołowym strzelcem Korony, pełnił w niej również funkcję kapitana. 5 marca 2011 w meczu z Widzewem Łódź zdobył swoją 41. bramkę w najwyższej klasie rozgrywkowej w Polsce. Stał się tym samym najskuteczniejszym obcokrajowcem w historii tych rozgrywek – wyprzedził Serba Stanko Svitlicę (40 goli). Ponadto 11 marca 2008 wystąpił w barwach drużyny Zagraniczne Gwiazdy Orange Ekstraklasy w spotkaniu z reprezentacją Polski – na początku drugiej połowy zmienił Édsona.
24 maja 2011 roku Andradina ogłosił, że nie przedłuży wygasającego w czerwcu kontraktu z Koroną. Swoją decyzję wytłumaczył w następujący sposób: „nie jestem już w stanie dać więcej od siebie temu zespołowi, czas zwolnić miejsce młodszym”. 30 maja został piłkarzem Pogoni Szczecin, podpisując z nią dwuletnią umowę. Jego kontrakt zawiera klauzulę wskazującą, że po zakończeniu kariery piłkarskiej będzie pracował jako „poszukiwacz talentów” w szczecińskim klubie. W sezonie 2011/2012 był podstawowym zawodnikiem swojego zespołu – w pierwszoligowych rozgrywkach strzelił 11 goli (m.in. zdobył dwie bramki w spotkaniu z Ruchem Radzionków (5:1) i meczu z Bogdanką Łęczna (4:0)) i zaliczył 14 asyst (najwięcej w lidze), przyczyniając się do awansu Pogoni do Ekstraklasy.
W roku 2013 zespół i piłkarz postanowili przedłużyć kontrakt jeszcze na rok, planując, że będzie to ostatni profesjonalny sezon Andradiny. Mimo to, 13 listopada 2013 Edi oficjalnie zakończył karierę, zaś Pogoń zdecydowała się zastrzec numer 5, z którym piłkarz występował.
W styczniu 2015 roku postanowił wznowić karierę piłkarską, jednak jedynie na poziomie amatorskim. Związał się umową z występującą w klasie okręgowej Mewie Resko.

## Kariera trenerska
Piłkarz po zakończeniu kariery przez 7 miesięcy pełnił rolę drugiego szkoleniowca rezerw Pogoni (de facto drużyny młodzieżowej). Po zakończeniu sezonu w 2014 zastąpił Sławomira Rafałowicza na stanowisku szefa banku informacji w sztabie trenerskim Pogoni. W listopadzie tego samego roku powrócił do poprzedniej funkcji. W marcu 2021 został asystentem trenera III-ligowego zespołu rezerw Pogoni Szczecin. W Akademii Pogoni Szczecin bierze udział w projekcie rozwoju młodych napastników. W lutym 2022 roku został trenerem klubu KP Piła.

## Statystyki kariery
| Klub               | Sezon              | Liga               | Liga  | Liga   | Puchar Polski | Puchar Polski | Puchar Ekstraklasy | Puchar Ekstraklasy | Europa | Europa | Suma  | Suma   |
| Klub               | Sezon              | Liga               | Mecze | Bramki | Mecze         | Bramki        | Mecze              | Bramki             | Mecze  | Bramki | Mecze | Bramki |
| ------------------ | ------------------ | ------------------ | ----- | ------ | ------------- | ------------- | ------------------ | ------------------ | ------ | ------ | ----- | ------ |
| Pogoń Szczecin     | 2004/05            | I liga             | 10    | 5      | 2             | 0             | –                  | –                  | –      | –      | 12    | 5      |
| Pogoń Szczecin     | 2005/06            | I liga             | 30    | 10     | 4             | 0             | –                  | –                  | 1      | 0      | 35    | 10     |
| Pogoń Szczecin     | 2006/07            | I liga             | 30    | 7      | 2             | 0             | 5                  | 0                  | –      | –      | 37    | 7      |
| Korona Kielce      | 2007/08            | I liga             | 28    | 10     | 2             | 0             | 1                  | 0                  | –      | –      | 31    | 10     |
| Korona Kielce      | 2008/09            | I liga             | 31    | 10     | 0             | 0             | –                  | –                  | –      | –      | 31    | 10     |
| Korona Kielce      | 2009/10            | Ekstraklasa        | 26    | 6      | 1             | 0             | –                  | –                  | –      | –      | 27    | 6      |
| Korona Kielce      | 2010/11            | Ekstraklasa        | 29    | 3      | 1             | 0             | –                  | –                  | –      | –      | 30    | 3      |
| Pogoń Szczecin     | 2011/12            | I liga             | 31    | 11     | 0             | 0             | –                  | –                  | –      | –      | 31    | 11     |
| Pogoń Szczecin     | 2012/13            | Ekstraklasa        | 28    | 4      | 0             | 0             | –                  | –                  | –      | –      | 28    | 4      |
| Pogoń Szczecin     | 2013/14            | Ekstraklasa        | 5     | 0      | 1             | 0             | –                  | –                  | –      | –      | 6     | 0      |
| Ogólnie w Pogoni   | Ogólnie w Pogoni   | Ogólnie w Pogoni   | 134   | 37     | 9             | 0             | 5                  | 0                  | 1      | 0      | 149   | 37     |
| Ogólnie w Koronie  | Ogólnie w Koronie  | Ogólnie w Koronie  | 114   | 29     | 4             | 0             | 1                  | 0                  | 0      | 0      | 119   | 29     |
| Ogólnie w karierze | Ogólnie w karierze | Ogólnie w karierze | 248   | 66     | 13            | 0             | 6                  | 0                  | 1      | 0      | 268   | 66     |

## Sukcesy

### Indywidualne
- Król strzelców II ligi rosyjskiej: 1998[5]
- Jedenastka obcokrajowców Ekstraklasy: 2006[14]

## Życie prywatne
W Brazylii miał żonę, z którą ma dwóch synów: Vittora i Luisa Henrique. Ma jeszcze trzeciego syna, Ediego juniora. Między czerwcem a lipcem 2011 roku wziął ślub na Cyprze z Magdaleną Cierzniak, którą poznał dwa lata wcześniej na ślubie jej kuzyna, Radosława Cierzniaka. Ceremonia odbyła się na jednej z cypryjskich plaż.
Ojciec Ediego pracował jako kierowca autobusów na liniach międzymiastowych. Sam Edi uważa, że gdyby nie został piłkarzem, byłby kierowcą autobusu, jak jego ojciec. Ma prawo jazdy na autobus. Kiedy w 2004 roku powrócił do swojej ojczyzny, zaczął inwestować, kupił ziemię i stada krów. Po podjęciu decyzji o zamieszkaniu w Polsce na zawsze, krowy sprzedał.